# 嘉義市體育會
嘉義市體育會為台灣嘉義市之民間社會團體組織，主管機關為嘉義市政府社會處，目的事業機關為嘉義市政府教育處。

## 歷屆理事長
| 屆次 | 姓名   | 就任時間      | 卸任時間       | 備註 |
| ---- | ------ | ------------- | -------------- | ---- |
| 1    | 羅錦義 | 1982年7月1日  | 1985年11月30日 |      |
| 2    | 羅錦義 | 1985年12月1日 | 1988年11月30日 |      |
| 3    | 羅錦義 | 1988年12月1日 | 1992年12月31日 |      |
| 4    | 羅錦義 | 1993年1月1日  | 1996年12月31日 |      |
| 5    | 蔡金鍊 | 1997年1月1日  | 2000年12月31日 |      |
| 6    | 蔡金鍊 | 2001年1月1日  | 2004年12月31日 |      |
| 7    | 范進財 | 2005年1月1日  | 2007年12月31日 |      |
| 8    | 范進財 | 2008年1月1日  | 2011年1月6日   |      |
| 9    | 晉茂根 | 2011年1月7日  | 2011年5月20日  |      |
| 9    | 徐景富 | 2011年6月7日  | 2013年10月31日 |      |
| 10   | 蔡明村 | 2014年4月22日 | 2017年4月22日  |      |
| 11   | 孫貫志 | 2017年4月22日 |                |      |

## 單項委員會（區體育會）
1. 田徑委員會
2. 游泳委員會
3. 籃球委員會
4. 棒球委員會
5. 桌球委員會
6. 排球委員會
7. 足球委員會
8. 網球委員會
9. 軟式網球委員會
10. 羽球委員會
11. 慢速壘球委員會
12. 保齡球委員會
13. 高爾夫委員會
14. 槌球委員會
15. 柔道委員會
16. 跆拳道委員會
17. 劍道委員會
18. 角力委員會
19. 摔角委員會
20. 舉重委員會
21. 健力委員會
22. 健美委員會
23. 射擊委員會
24. 太極拳委員會
25. 武術散打搏擊委員會
26. 撞球委員會
27. 武術委員會
28. 體育運動舞蹈委員會
29. 木球委員會
30. 元極舞委員會
31. 躲避球委員會
32. 土風舞委員會
33. 漆彈委員會
34. 強生氣功委員會
35. 極限運動委員會
36. 韻律體操委員會
37. 拔河委員會
38. 瑜伽委員會
39. 自由車委員會
40. 身心障礙者運動委員會
41. 地面高爾夫委員會
42. 排舞委員會
43. 滑輪溜冰委員會
44. 路跑委員會
45. 圍棋委員會
46. 中東舞蹈委員會
47. 滾球委員會
48. 現代五項暨冬季二項運動委員會
49. 青少年體育委員會
50. 拳擊委員會
51. 班卡西拉委員會
52. 登山慢跑委員會
53. 射箭委員會
54. 街舞委員會
55. 有氧舞蹈委員會
56. 疊杯委員會
57. 籃網球委員會
58. 壘球委員會
59. 居合道委員會
60. 帆船運動委員會
61. 電子競技運動委員會
62. 中老年人運動委員會
63. 籐球委員會
64. 飛盤委員會
65. 匹克球委員會
66. 馬術委員會

## 外部連結
- 官方网站